# Wilhelm Beck
Wilhelm Beck (Bitz, 22 dicembre 1919 – Caen, 10 giugno 1944) è stato un militare tedesco, ufficiale delle Waffen-SS durante la seconda guerra mondiale.